# 清平湖畔駅
清平湖畔駅（チョンピョンホバンえき）は、 大韓民国京畿道加平郡にかつて存在した京春線の鉄道駅である。

## 歴史
- 1966年7月23日 - 臨時乗降場として開業[1]
- 1969年8月17日 - 廃止[2]。